# Verbandsgemeinde Hamm
Verbandsgemeinde Hamm é uma associação municipal localizada no distrito de Altenkirchen, na associação municipal de Verbandsgemeinde Brohltal, no estado da Renânia-Palatinado.

## Comunidades
1. Birkenbeul
2. Bitzen
3. Breitscheidt
4. Bruchertseifen
5. Etzbach
6. Forst
7. Fürthen
8. Hamm (Sieg)1
9. Niederirsen
10. Pracht
11. Roth
12. Seelbach bei Hamm

## Política
|      | SPD | CDU | FDP | FWG | Gesamt   |
| 2009 | 11  | 9   | 3   | 5   | 28 Sitze |
| 2004 | 11  | 10  | 3   | 4   | 28 Sitze |

## População
| - 1815 – 2.175 - 1835 – 2.814 - 1871 – 4.424 - 1905 – 5.527 - 1939 – 6.881 | - 1950 – 7.482 - 1961 – 8.195 - 1970 – 9.664 - 1987 – 10.297 - 2005 – 13.166 |